# Vale do Miera
O Vale do Miera é um vale natural pelo qual corre o rio Miera, na Cantábria, norte de Espanha. Constitui parte da comarca e é o mais estreito dos vales cantábricos, na Espanha. A suas pendentes são agrestes e as altitudes elevadas. A sua montanha mais alta é o Castro Valnera, com 1 707 m de altitude.
Na sua morfologia destacam as suas rochas areniscas e calcárias e o amplo desenvolvimento de depósitos originados por antigas morenas de glaciares na sua parte alta. A morfologia cárstica e glaciar está amplamente representada. Não obstante, as características de um vale glaciar têm sido modificadas em alguns pontos pelo carácter torrencial do rio Miera na sua cabeceira.

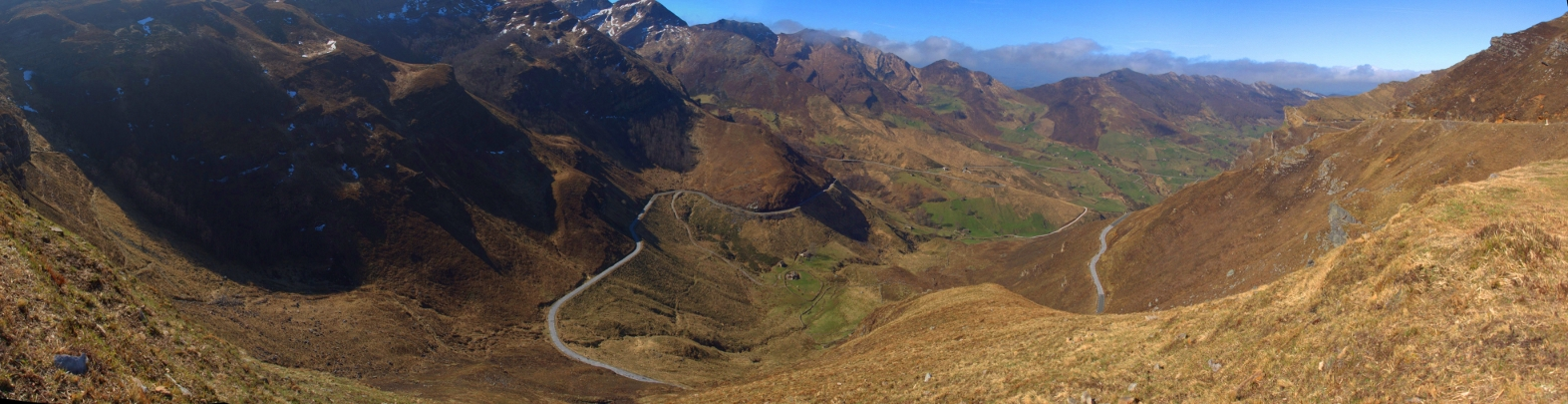
Panorâmica da bacia alta do vale do Miera, nas Portas de Lunada. Pode observar-se a morfologia glaciar e a sua desflorestação, ao ser parte da dotação de montes pertencentes à Real Fábrica de Artilharia da Cavada.

O vale encontra-se parcial ou totalmente nos municípios de Soba, San Roque de Riomiera, Miera, Liérganes, Riotuerto e Ruesga (enclave de Calseca).
A bacia alta do Miera está conformada por um relevo abrupto e pouco apto para o habitat humano. Apesar disso se descobriram em seu meio grutas com assentamento pre-histórico nas grutas de Piélagos, Rascaño e Salitre, uma das estações com arte paleolítico situada a maior altitude da Cantábria (aproximadamente 450 m).
O vale médio do rio Miera, que coincide substancialmente com o município de Miera, se encontra encaixado entre os abruptos lapiaces cársticos de Porracolina, ao este, e Las Enguizas, pelo oeste, ambos pertencentes ao Complexo Urgoniano. Em ambos os blocos calcários se desenvolvem importantes fenómenos de carstificação nos que têm sido realizadas explorações espeleológicas relevantes em seus complexos e desenvolvidos labirintos das grutas do Alto do Tejuelo. Entre ambos, percorridos pela falha do Escudo de Cabuérniga, circula o rio Miera, sobre o que aflora um diapiro entre os povoamento de Linto e Miera que rompe a continuidade geológica do curso do rio.

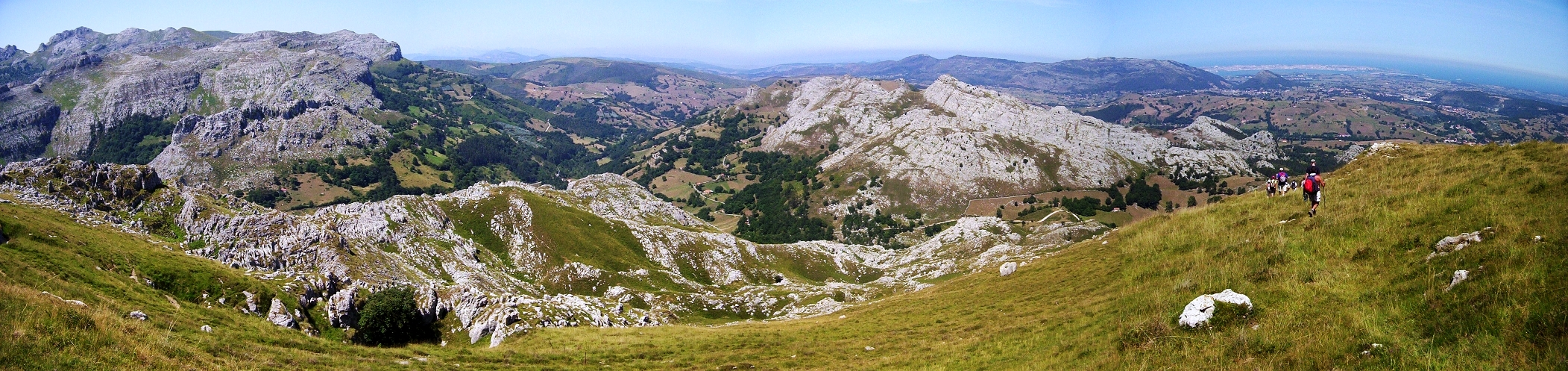
Panorâmica da zona baixa do vale do Miera vista desde o Somo de Brenas

O maciço calcário das Las Enguizas assenta diretamente sobre os materiais silíciosos do Período Wealdense que exerce como base hidrológica de seus quatro sistemas hidrológicos mais importantes e das suas cavidades, parcialmente estudados no caso do Cuevo de Noja-Fonte Fria e a rede Castrejón-Cubillo do Machorro. Estruturalmente são sistemas mais singelos que os de Porracolina, como a pendente da base impermeável wealdense tem gerado alinhamentos perpendiculares à linha diretriz do vale.

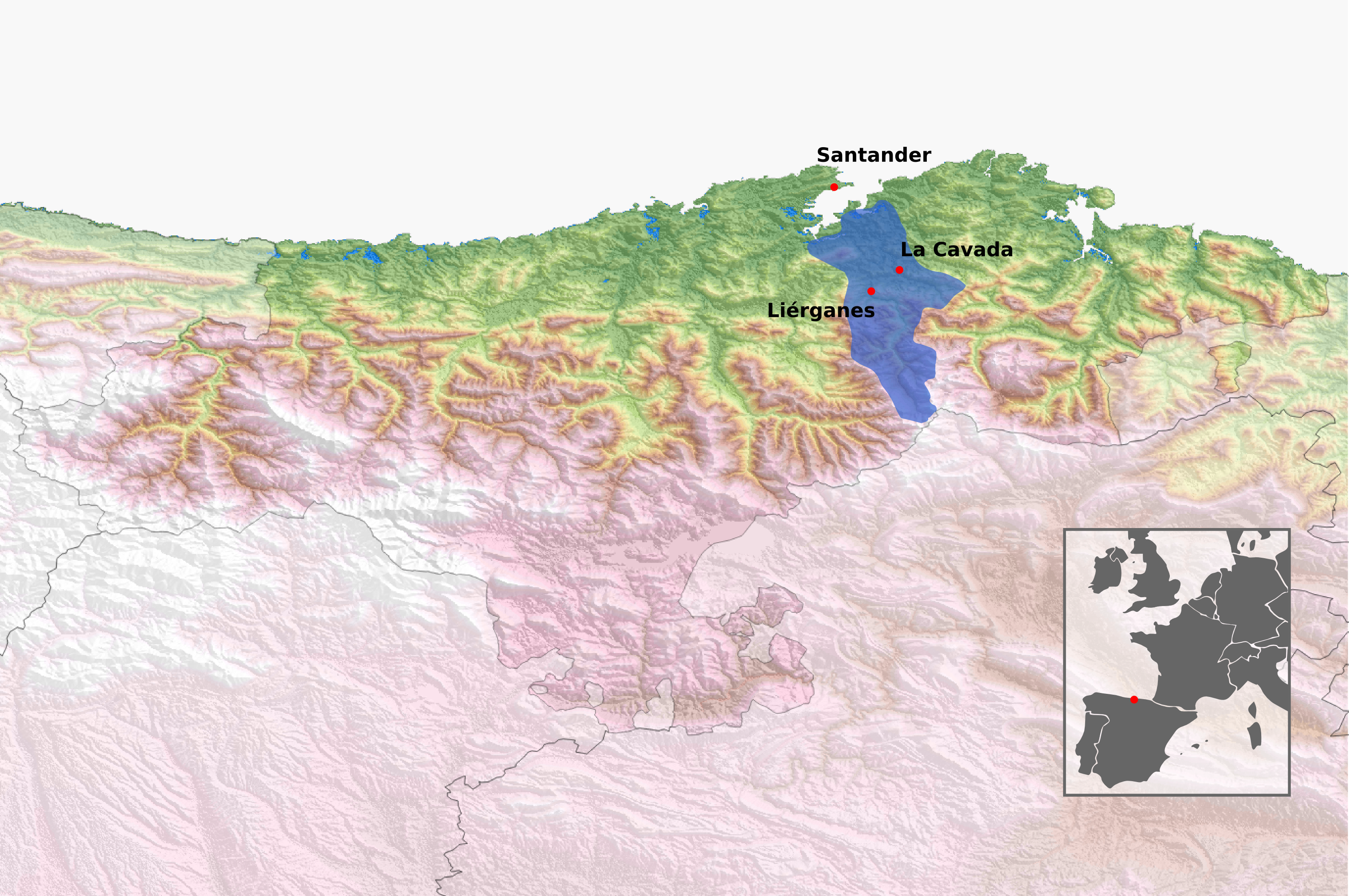
Localização das Reais Fábricas de Artilharia de Liérganes e A Cavada. A faixa azul mostra o vale do rio Miera, de especial importância para o desenvolvimento da actividade nas duas fábricas.

Os estudos morfológicos, geológicos, espeleológicos e dos restos culturais vinculados ao carste têm gerado abundante bibliografia e estão recolhidos em conjunto num trabalho monográfico publicado no ano 1994.
No curso baixo podem destacar-se, entre outras, as grutas com ocupação pré-histórica da Fonte do Francês (Hoznayo), La Garma (Omoño) e Los Moros (San Vitores).
No século XVI a vida económica deste vale se focalizou rio abaixo, para Liérganes onde se estabeleceu uma pequena indústria já no século XVIII com a Real Fábrica de canhões também situadas na localidade próxima da Cavada, para abastecer de armas aos barcos que se construíam nos estaleiros de Guarnizo e Colindres.
Esta zona deu bastantes emigrantes a Andaluzia e às Índias. É berço de indianos [es] (emigrantes que voltavam ricos para as suas terra de origem) ilustres como Juan de la Cuesta Mercadillo que foi o construtor do palácio da Rañada em Liérganes, Ramón Pelayo da Torriente (marquês de Valdecilla) que no primeiro terço do século XX promoveu na região e outros pontos de Espanha importantes obras, vinculadas principalmente à educação e à previdência. A este último mecenas considera-se-lhe vinculado à Maçonaria, ainda que não é habitual encontrar esta citação nos trabalhos historiográficos.